# Francisco Arce
Pour les articles homonymes, voir Arce.
Francisco Javier Arce est un footballeur paraguayen né le 2 avril 1971 à Paraguarí reconverti entraineur.
Cet arrière droit compte 61 sélections pour 5 buts marqués avec le Paraguay et est connu pour avoir marqué de nombreux coups francs. Il est surnommé "Chiqui Arce".